# باران آفتابی

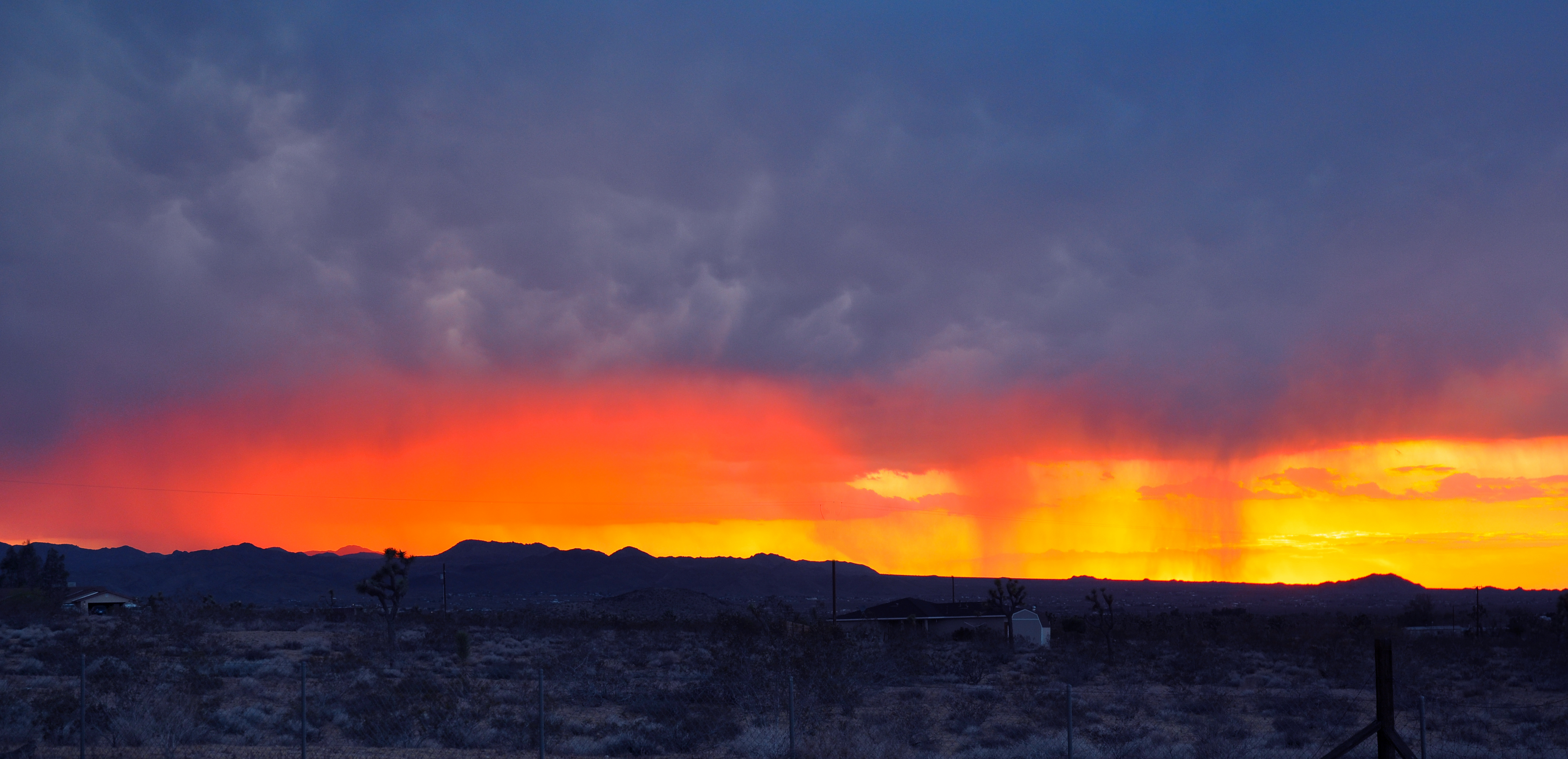
باران آفتابی در غروب بیابان موهاوی

باران آفتابی پدیده‌ای هواشناسانه است که در آن وقتی که خورشید هنوز می‌تابد باران می‌بارد. این پدیده معمولاً نتیجهٔ وزیدن بادهای مرتبط با باران در فواصل دورتر است که قطرات باران در هوا را به جایی می‌برد که ابری در آن نیست. به این دلیل گاهی این پدیده وقتی رخ می‌دهد که یک ابر بارانی می‌گذرد و زاویه خورشید طوری است که ابرها جلوی نور سفید را نمی‌گیرند.

## نامهای فولکلور

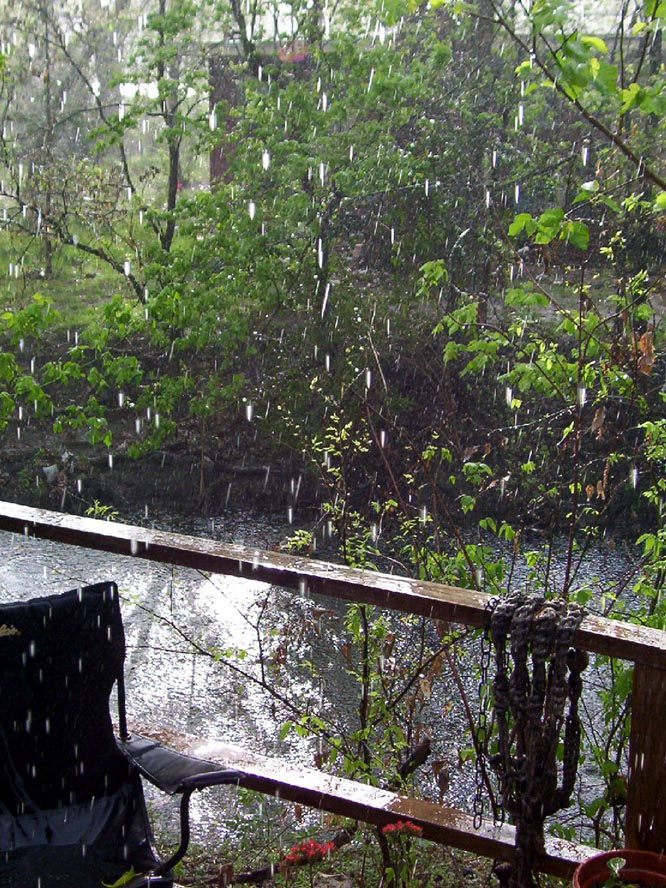
بارانی آفتابی در جویباری در آستین، تگزاس، تگزاس.

- در فرهنگ آذری به این پدیده اصطلاحا زمان زاییدن شغال می گویند.

- در الجزایر به آن گفته می‌شود عروسی گرگ
- در جنوب آمریکا به آن گفته می‌شود «شیطان دارد زنش را با دستهٔ ماهی تابه می‌زند»
- در مازندران"شال وارش، شال مار آریسی/آروسی وارش، شال میلاج،شال ویلاج، شال بیلاج،اِفتا(ب) وارش